# سرخرگ مثانه‌ای زبرین
سرخرگ مثانه‌ای زبرین (انگلیسی: Superior vesical artery) سرخرگی در ناحیه مثانه است که شاخه‌های متعددی را به بخش بالای مثانه می‌رساند. این سرخرگ غالباً به مجرای وابران خون‌رسانی می‌کند و می‌تواند گردش خون جزئی را برای بیضه‌ها ایجاد کند.

## ساختار
سرخرگ مثانه‌ای زبرین شاخه‌ای از سرخرگ نافی است. در مردان سرخرگ جانبی وزیکولو-پروستاتیک معمولاً از این سرخرگ سرچشمه می‌گیرد.

### گستره
بخش نخست این سرخرگ نشان‌دهنده بخش انتهایی قسمت قبلی سرخرگ نافی (شریان هیپوگاستریک جنین) است.

### تغییرات
سرخرگ مثانه‌ای میانی که معمولاً شاخه‌ای از سرخرگ مثانه‌ای زبرین است، در انتهای مثانه و کیسه منی توزیع می‌شود. این سرخرگ معمولاً در کتاب‌های درسی آناتومی مدرن توصیف نمی‌شود؛ در عوض، توضیح داده شده است که سرخرگ مثانه‌ای زبرین ممکن است به عنوان رگ‌های متعدد که از سرچشمه مشترک به وجود می‌آیند وجود داشته باشد.

## کارکرد
برخی از شاخه‌های آن به میزنای خون‌رسانی می‌کنند.